# Bogoslav Šulek

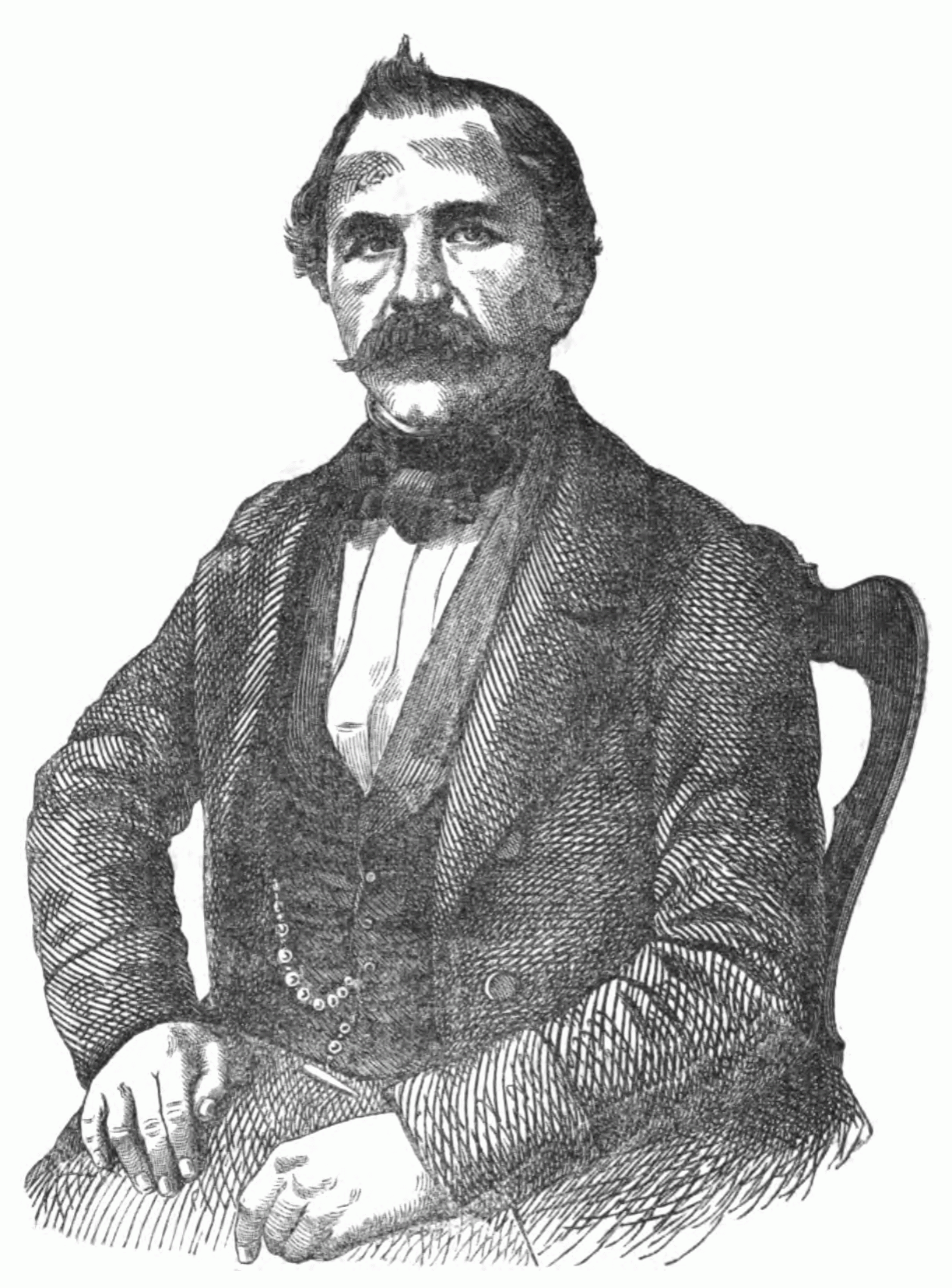
Bogoslav Šulek (aus Naše gore list, 1861)

Bogoslav Šulek (slowakisch: Bohuslav Šulek; * 20. April 1816 in Sobotište; † 30. November 1895 in Agram (Zagreb)) war ein kroatischer Sprachwissenschaftler, Historiker und Lexikograph. 
Der geborene Slowake schuf einen Großteil der kroatischen Terminologie in den Bereichen der Sozial- und Naturwissenschaften, der Technologie und Zivilisation und gilt als einer der einflussreichsten kroatischen Philologen aller Zeiten. 